# Équipe cycliste ProTouch
L'équipe cycliste ProTouch est une équipe cycliste sud-africaine, active entre 2016 et 2022. Elle court avec le statut d'équipe continentale de 2019 à 2022.

## Principales victoires

### Courses d'un jour
- 100 Cycle Challenge : 2019 (Jayde Julius)
- Challenge du Prince-Trophée princier : 2019 (Jayde Julius)

## Classements UCI
À partir de 2019, l'équipe participe aux différents circuits continentaux et en particulier l'UCI Africa Tour. Le tableau ci-dessous présente les classements de l'équipe sur ce circuit, ainsi que son meilleur coureur au classement individuel.
UCI Africa Tour
| UCI Africa Tour | UCI Africa Tour        | UCI Africa Tour                           | UCI Africa Tour |
| Année           | Classement par équipes | Meilleur coureur au classement individuel |                 |
| --------------- | ---------------------- | ----------------------------------------- | --------------- |
| 2019            | 1er                    | Jayde Julius (13e)                        |                 |
| 2020            | 1er                    | Kent Main (9e)                            |                 |
| 2021            | 1er                    | Kent Main (3e)                            |                 |
| 2022            | 1er                    | Gustav Basson (7e)                        |                 |
|                 |                        |                                           |                 |
| Source : UCI    |                        |                                           |                 |

L'équipe est également classée au Classement mondial UCI qui prend en compte toutes les épreuves UCI et concerne toutes les équipes UCI.
| Classement mondial | Classement mondial     | Classement mondial                        | Classement mondial |
| Année              | Classement par équipes | Meilleur coureur au classement individuel |                    |
| ------------------ | ---------------------- | ----------------------------------------- | ------------------ |
| 2019               | 63e                    | Jayde Julius (375e)                       |                    |
| 2020               | 81e                    | Kent Main (389e)                          |                    |
| 2021               | 63e                    | Kent Main (191e)                          |                    |
| 2022               | 46e                    | Gustav Basson (295e)                      |                    |
|                    |                        |                                           |                    |
| Source : UCI       |                        |                                           |                    |

## ProTouch en 2022[3]
| Cycliste                  | Date de naissance | Nationalité    | Équipe 2021                    |  |
| ------------------------- | ----------------- | -------------- | ------------------------------ |  |
| Gustav Basson             | 23 février 1996   | Afrique du Sud | ProTouch                       |  |
| Tiano Da Silva            | 17 avril 2001     | Afrique du Sud | ProTouch                       |  |
| Rohan du Plooy            | 14 septembre 1994 | Afrique du Sud | ProTouch                       |  |
| Mitchell Eliot            | 24 juin 1996      | Afrique du Sud | ProTouch                       |  |
| Jean Eric Habimana        | 1er janvier 2001  | Rwanda         | SKOL Adrien Niyonshuti Academy |  |
| Charles Kagimu            | 15 septembre 1998 | Ouganda        | Bike Aid                       |  |
| Kent Main                 | 8 janvier 1996    | Afrique du Sud | ProTouch                       |  |
| Moise Mugisha             | 1er janvier 1997  | Rwanda         | ProTouch                       |  |
| Samuel Mugisha            | 5 décembre 1997   | Rwanda         | ProTouch                       |  |
| Didier Munyaneza          | 1er janvier 1998  | Rwanda         | Benediction Ignite             |  |
| Jean Claude Nzafashwanayo | 4 août 2000       | Rwanda         | Benediction Ignite             |  |
| Callum Ormiston           | 2 août 2000       | Afrique du Sud | ProTouch                       |  |
| Mehari Tewelde            | 5 juin 2001       | Érythrée       |                                |  |